# Kordofan
Kordofan eller Kurdufan er en region på 380.255 km2 i Sudan, mellem Darfur i vest og Den Hvide Nil i øst. Den blev i 1994 opdelt i provinserne Nordkordofan, Sydkordofan og Vestkordofan; den sidst nævnte blev i 2005 opløst og dens område delt mellem de to andre delstater. De vigtigste byer er Umm Ruwabwa, Al-Ubayyid og An-Nahud.
Kordofan er for størstedelens vedkommende et bølgende slettelandskab beliggende cirka 500 meter over havets overflade. Araberne på steppelandet i nord lever af kvægavl, mens nubierne og de andre folk på savannerne i syd lever af agerbrug. Der dyrkes blandt andet bomuld, hirse, durra og gummi. Regionen har store erosionsproblemer blandt andet på grund af overgræsning.
Kordofan dannede længe en del af Sultanatet Sennar, blev i midten af 1700-talet erobret af fyrsterne i Darfur og i 1821 af Muhammed Ali i Egypten. Kordofan var frem til 1882 besat af Egypten og stod der efter indtil 1899 under mahdisterne, som i 1883 knuste en egyptisk-britisk generobringshær under general William Hicks. Senere vandt briterne magten over området, og Kordofan udgjorde siden en del af først den britiske kolonis, siden den selvstændige stat Sudans område.